# Rdesktop
rdesktop ist ein freier Remote-Desktop-Client für das Remote Desktop Protocol von Microsoft. rdesktop ermöglicht über eine Netzwerkverbindung den Fernzugriff von einem Unix-artigen System auf einen Rechner, auf dem Windows (von NT4 bis Windows Server 2012 R2) läuft. Auf dem entfernten Rechner muss der Windows Terminal Server gestartet sein.
Im Unterschied zu anderen Methoden wie VNC, wird hier vom entfernten System aus direkt auf den lokalen Desktop geschrieben. Das ergibt einen deutlichen Performance-Vorteil gegenüber Methoden, bei denen die Ausgabe zuerst auf dem (echten oder virtuellen) entfernten Desktop erfolgt, wo sie dann gescannt und dann zum lokalen System weitergeleitet wird.
rdesktop läuft auf den meisten Unix-artigen Systemen wie beispielsweise FreeBSD, NetBSD, OpenBSD oder GNU/Linux, wenn dort ein X11-Server zur Verfügung steht. Für OS/2 und eComStation stehen Versionen für XFree86 sowie Presentation Manager zur Verfügung.
rdesktop wurde von Matthew Chapman programmiert und steht unter der GNU General Public License (GPL). Die aktuelle Version ist 1.9.0 vom 11. Oktober 2019. Im November 2019 gab das Unternehmen, das bis dato rdesktop betreute, bekannt, dass es die Software nicht weiter pflegt und dass nach neuen Maintainern gesucht wird.
Unterdessen gibt es mit FreeRDP ein Nachfolgeprojekt, das aktuelle RDP-Funktionalitäten wie z. B. remoteFX implementiert und unter einer Apache-Lizenz steht. Dieses Projekt wird im Rahmen der Open Thin Client Alliance von der Open Source Business Alliance finanziell gefördert.